# Моніторинг ЗМІ
Моніто́ринг ЗМІ (іноді називається «прес-кліппінгом», від англ. press-clipping — «вирізки з преси») — це процес знаходження релевантної інформації публікацій чи сюжетів за визначеними ключовими словами. Фізично звіт надається у вигляді підбірки газетних вирізок, відсканованих сторінок друкованих ЗМІ та скріншотів сайтів, що містять публікації за потрібними темами.
Прес-кліпінг надається PR-компаніями, зазвичай у вигляді PDF або JPG файлу, і може супроводжуватися статистичними даними — місце тексту, площа тексту, площа ілюстрацій, кількість символів у тексті повідомлення тощо.
У професійному моніторингу ЗМІ прес-кліпінг є однією з найзручніших форм передачі статистичної інформації.

## Опис
Об'єктами моніторингу є інтернет-ресурси, друковані загальнонаціональні та регіональні ЗМІ, телебачення та радіо, соціальні медіа. Серед сотень тисяч матеріалів відбувається пошук брендів, прізвищ, назв компаній чи продукції тощо. У сучасних умовах моніторинг відіграє ключову роль для зв'язків із громадськістю та маркетингу. 
Процес моніторингу починається зі створення пошукового профілю або ключового слова чи фрази. Пошуковий профіль містить умови: список медіа, у яких буде проводитися моніторинг, вид статей і згадок, часовий проміжок проведення моніторингу та метод надання статей.
Подібний моніторинг можна проводити як за допомогою інформаційно-аналітичних агентств, так і в пошукових системах.
Як правило, робота агентств з моніторингу ЗМІ характеризується більшим охопленням мас-медіа різних типів, великим об'ємом архівів та великим штатом фахівців.

## Види
Серед видів моніторингу ЗМІ або простіше «кліпінгу» можна виділити наступні:
- Предметний — підбір публікацій, в яких згадується фірма, товар, бренд, предмет;
- Кліпінг події - підбір матеріалів про якусь подію, за певний проміжок часу;
- Персональний — підбір публікацій та матеріалів в яких згадується певна персона;
- Тематичний — збір інформаційних матеріалів, що публікуються по конкретній темі;
- Галузевий — збір новин, публікацій, інформаційних матеріалів про події, людей в рамках однієї галузі.

## Історія
Медіа-моніторинг з'явився у середині 1880-х років як послуга з надання спеціалізованої інформації. Вона найчастіше оформлялася у вигляді прес-кліпінгів. Прес-кліпінг, або просто прес-вирізки, передбачав процес вичитування статей у друкованих новинних публікаціях щодо появи там згадок потрібних слів чи фраз для клієнтів. Читач підкреслював ключове слово у статті, лезом вирізав позначені матеріали, клав їх у папки та доставляв кліпи клієнту поштою. Надання таких послуг з прес-кліпінгу мало обмеження у географії та мові інформаційних ресурсів.
Поява нових носіїв інформації стала черговим імпульсом для розвитку галузі. У 1950-х роках у США з'явилися компанії, які надавали послуги з моніторингу телеефіру. Спочатку такі організації наймали людей, які переглядали програми. Розвиток нових технологій, а також поява титрів для людей з обмеженими можливостями сприяли початку запису програм та використанню програмного забезпечення для відстеження.